# Michael von Tschernigow

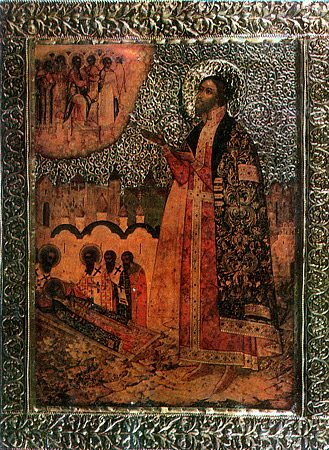
Künstlerische Darstellung des Michail von Tschernigow aus dem 17. Jahrhundert

Michail von Tschernigow oder Michail Wsewoloditsch (ukrainisch Миха́йло Чернігівський, Mychajlo Tschernihiwskyj; russisch Михаи́л Все́володович, Michail Wsewolodowitsch, Михаил Черниговский, Michail Tschernigowskij; * 1185; † 20. September 1246 in Sarai) wird heute in der russisch-orthodoxen Kirche als Heiliger verehrt. Sein Gedenktag ist der 20. September.

## Leben
Er war der einzige heute bekannte Sohn des späteren Kiewer Großfürsten Wsewolod IV. und von Anastasia, einer Tochter des polnischen Herzogs Kasimir II. Von seinem Vater erhielt er 1206 das Fürstentum Perejaslawl, das er auf Druck der anderen Fürsten aus seiner Familie aufgeben musste. Später wurde er Fürst von Nowhorod-Siwerskyj (1219–1226), Fürst von Tschernigow (1223–1235, 1242–1246), Fürst von Nowgorod (1225–1226), Fürst von Halitsch (1235–1236) und schließlich Großfürst von Kiew (1236–1240, 1240, 1241–1243). Bei der mongolischen Invasion widersetzte er sich 1240 der Belagerung von Kiew. Zusammen mit seinem Bojar Feodor starb er als Märtyrer im mittelasiatischen Sarai.

## Nachkommen
Sein Sohn Rostislaw folgte ihm 1236 als Fürst von Tschernigow, war später am ungarischen Hof und heiratete Anna von Ungarn, ihre Tochter Kunigunde wurde Gattin von Přemysl Ottokar II. von Böhmen. Auf seinen fünften Sohn Juri führt sich das spätere Fürstenhaus Obolenski zurück. Sein dritter Sohn Simeon erhielt nach seinen Besitzungen den Namen Gluchowski und Nowassilski. Der Sohn Simeons, Fürst Roman siedelte von Nowossil nach Odojew über. Seine Nachkommen nannten sich nach der Apanage Odojewski.